# Força Aérea do Catar
A Força Aérea do Catar (Árabe: القوات الجوية الأميرية القطرية, romanizado: Al-Quwwat Al-Jawiyah Al-Amiriyah Al-Qatariyah, lit: Força Aérea dos Emirados do Catar) é o ramo aéreo das Forças Armadas do Catar, está sediado na Base Aérea Al-Udeid em Doha.

## História
Em março de 1967, em resposta ao anúncio britânico de que retiraria suas forças armadas do Golfo Pérsico , o Catar montou forças armadas, criando a Ala Aérea das Forças de Segurança Pública do Catar , equipada com dois helicópteros Westland Whirlwind . Em 1971, adquiriu capacidade de combate quando comprou três ex- caças a jato Hawker Hunter da Força Aérea Real, que permaneceram em uso até 1981. Em 1974 foi renomeado para Força Aérea dos Emirados do Catar .
A força aérea começou uma grande expansão em 1979, quando encomendou seis aeronaves de treinamento / ataque leve Alpha Jet . Seguiram-se encomendas de 14 caças supersônicos Mirage F1 em 1980, que foram entregues entre 1980 e 1984. Doze helicópteros Gazelle, armados com mísseis antitanque HOT, foram recebidos a partir de 1983. Também em 1983, a Força Aérea assumiu o controle do Qatar Ala Aérea da Polícia.
Em 1991, a Força Aérea do Catar contribuiu com aeronaves para realizar ataques contra as forças iraquianas durante a Guerra do Golfo . Após o conflito, o governo procurou fortalecer sua defesa aérea com a construção de uma nova base a sudoeste de Doha em Al Udaid . A instalação reforçou abrigos de aeronaves, radares de defesa aérea e baterias de mísseis Roland . Na década de 1990, adquiriram mais Alpha Jets com capacidade de ataque ao solo e um esquadrão de Mirage F1s, da França. 

## Modernização
Em janeiro de 2011, a Força Aérea avaliou o Eurofighter Typhoon, o Lockheed Martin F-35 Lightning II, o Boeing F/A-18E/F Super Hornet, o McDonnell Douglas F-15E Strike Eagle e o Dassault Rafale para substituir seu atual caça inventário de Dassault Mirage 2000-5s. A venda dos caças, que incluiu mísseis MBDA, treinamento de 36 pilotos e cerca de 100 mecânicos, teve o valor inicial de € 6,3 bilhões (US$ 6,9 bilhões); no entanto, o negócio foi de € 6,7 bilhões (US$ 7,5 bilhões). Os armamentos incluído na venda foram os seguintes: 60 Exocet, 140 SCALP, 300 AASM, 150 Mica IR, 150 Mica EM e 160 Meteor. Em dezembro de 2017, o QAF encomendou 12 caças Dassault Rafale adicionais da França, totalizando assim 36 aeronaves.
Em julho de 2012, a Força Aérea do Qatar encomendou um sistema completo de treinamento de pilotos da Pilatus centrado no PC-21. O pacote incluía dispositivos de treinamento em terra, suporte logístico e manutenção, além de 24 aeronaves PC-21.
Em junho de 2015, o QAF encomendou quatro C-17 adicionais, para complementar os quatro existentes entregues em 2009 e 2012.
Em setembro de 2016, a venda de até 72 F-15QAs para o Qatar foi submetida ao Congresso dos EUA para aprovação. O acordo (para 36 aviões mais uma opção para mais 36),  avaliado em US$ 21,1 bilhões, foi assinado em novembro de 2016. O Qatar assinou um acordo de US$ 12 bilhões para comprar 36 aviões de combate F-15 dos EUA.
Em setembro de 2017, o então secretário de Defesa britânico, Michael Fallon, anunciou que havia assinado uma declaração de intenção sobre a compra proposta com o seu homólogo, Khalid Bin Mohammed Al-Attiyah. No que deve ser algum tipo de recorde, os dois lados passaram da assinatura da declaração de intenção para conclusão das negociações em pouco mais de seis semanas até o fornecimento de 24 caças Eurofighter Typhoons e seis BAE Hawks para o estado do Golfo.

## Bases aéreas

### Base Aérea de Al Udeid
- 3ª Asa Rotativa
  - 20º Esquadrão - 39 AW139

- Ala de Transporte
  - 10º Esquadrão de Transporte - 8 C-17 Globemaster
  - 12º Esquadrão de Transporte - 4 C-130J-30

### Al Zaeem Mohamed Bin Abdullah Al Attiyah Air College
- ? Esquadrão - 8 x MFI-395 Super Mushshak,
- 31º Esquadrão- 24 x Pilatus PC-21
- ? Esquadrão- 6 Aermacchi M-346
- 6º Esquadrão de Apoio aproximado - 14 SA342 Gazelle (a ser substituído por 16 x H125)

### Base Aérea Internacional de Doha
- Ala de caça U/I
  - Esquadrão Al Dhariat - 24 Eurofighter Typhoon
- Asa Voadora 1
  - 7º Esquadrão de Superioridade Aérea – 9 Mirage 2000-5EDA, 3 Mirage 2000-5DDA
  - 11º Esquadrão de Apoio Aproximado – 9 Hawk Mk167
- 2ª Asa Rotativa
  - 8º Esquadrão de Embarcações Anti-Superfície – NFH90
  - 9º Esquadrão Multifuncional – NH90
  - 41º Esquadrão - AH-64E

### Base Aérea de Dukhan / Tamim
- Ala de caça U/I
  - 1º Esquadrão de Caça 'Al Adiyat' – 31 Rafale.

- RAF Leeming
  - 11º Esquadrão de Treinamento AJT da RAF/QEAF – 9 Hawk T2
- RAF Coningsby
  - No. 12 Esquadrão RAF - Eurofighter Typhoon

## Aeronaves

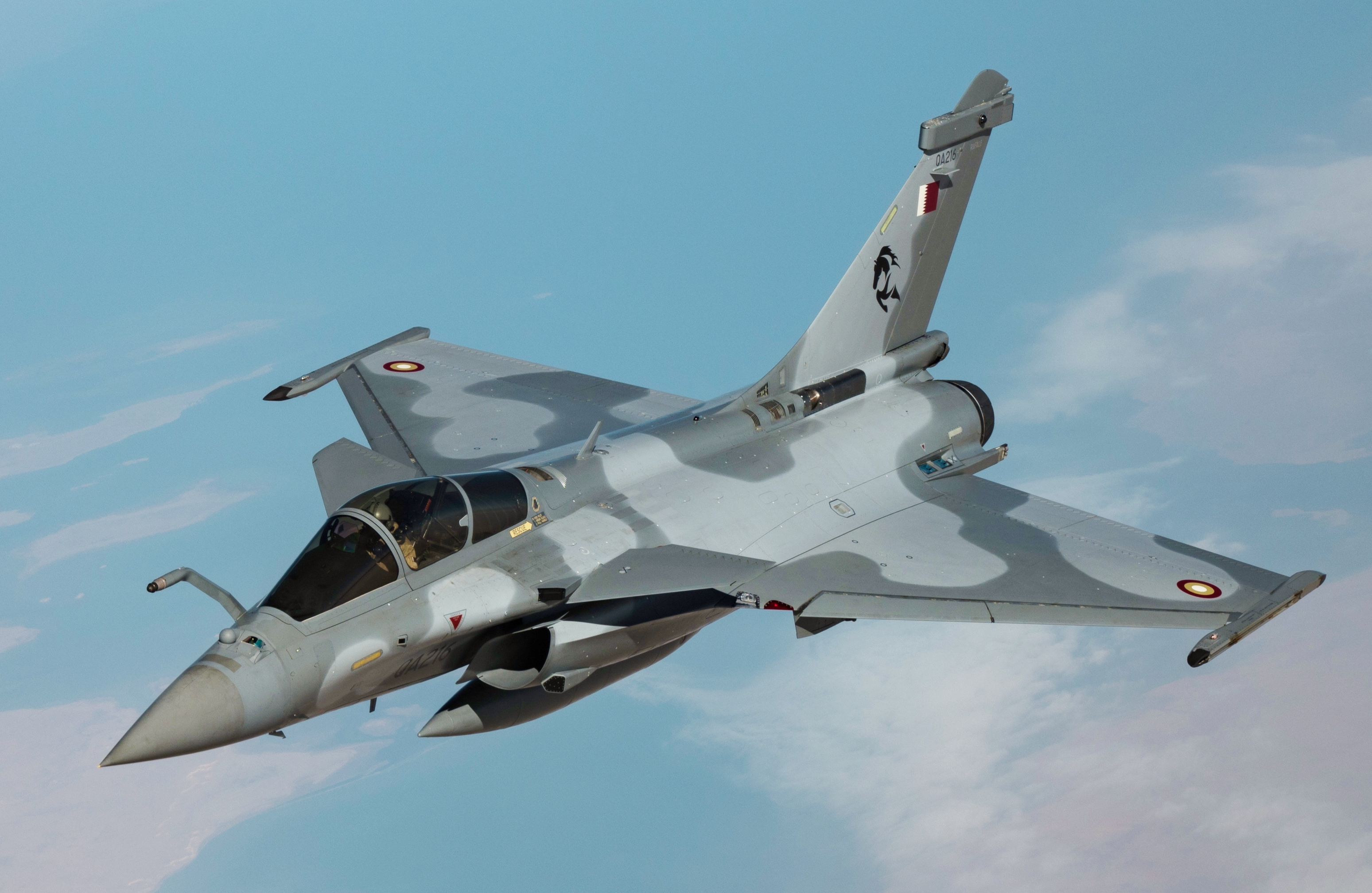
Um Dassault Rafale em processo de reabastecimento aéreo.

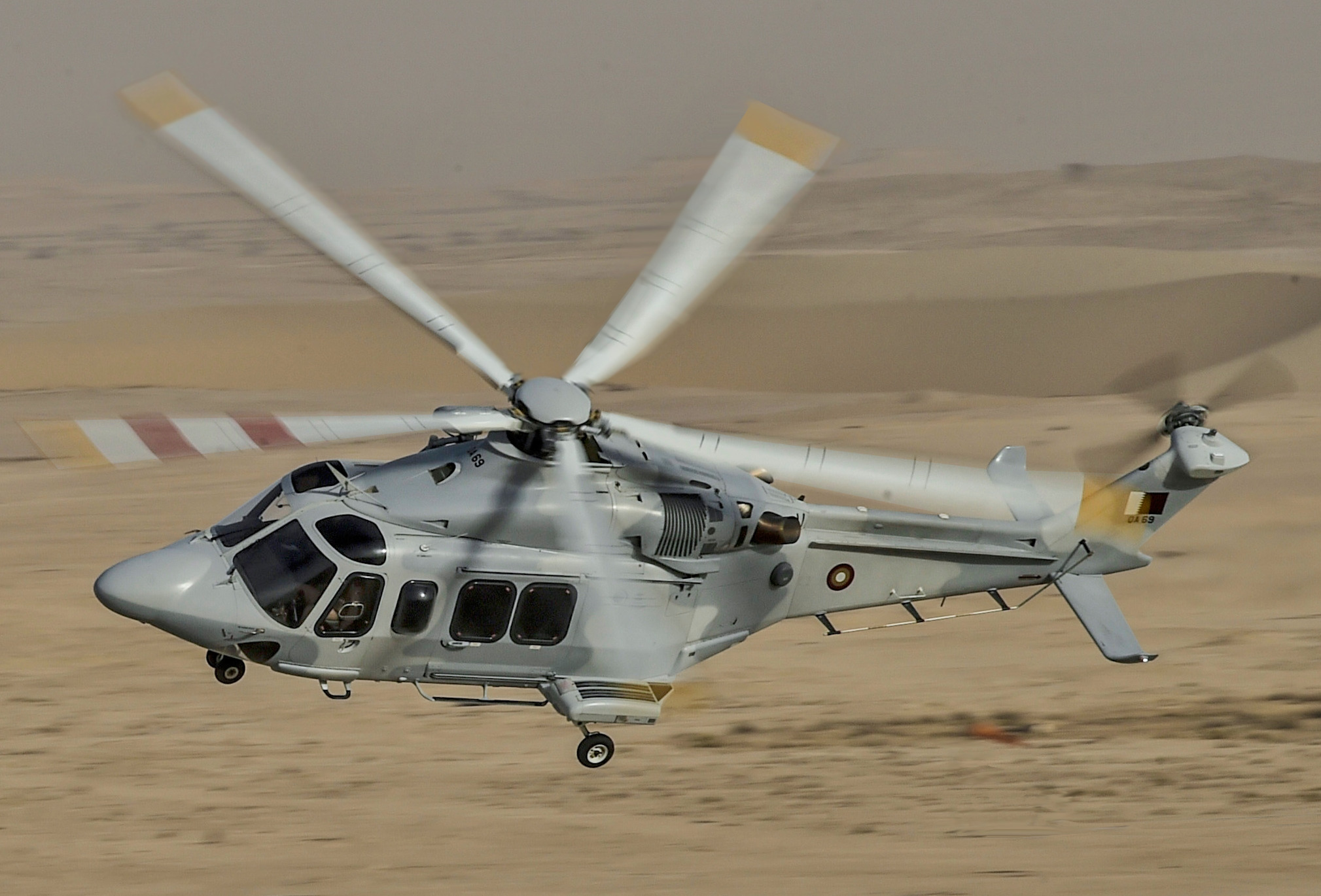
Um helicóptero AW139 durante um exercício de treinamento.

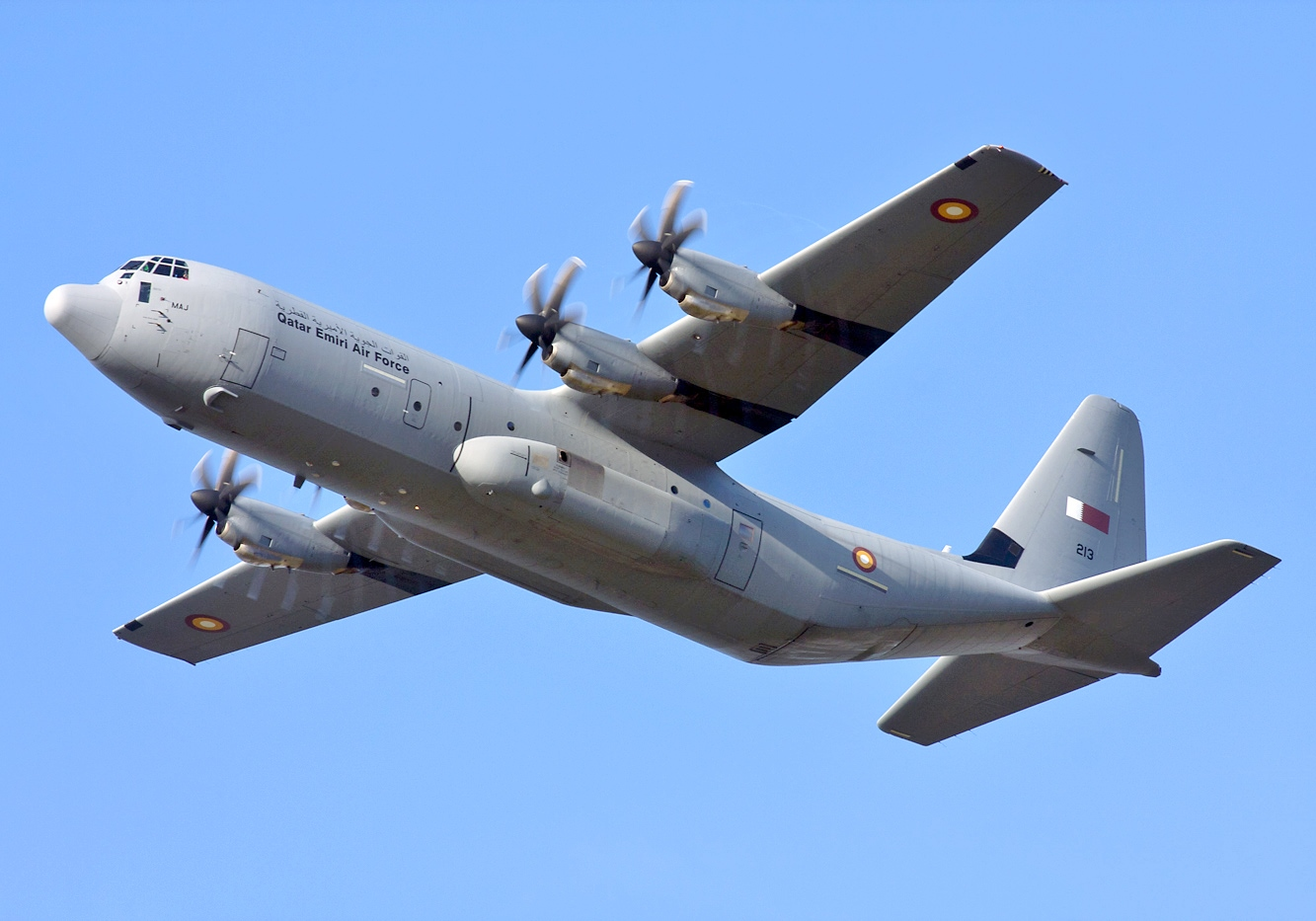
Um C-130J, de fabricação americana, da força aérea catari.

| Aeronave                       | Origem                 | Modelo                              | Variante             | Em Serviço           | Notas                                           |
| Aeronaves de Combate           | Aeronaves de Combate   | Aeronaves de Combate                | Aeronaves de Combate | Aeronaves de Combate | Aeronaves de Combate                            |
| ------------------------------ | ---------------------- | ----------------------------------- | -------------------- | -------------------- | ----------------------------------------------- |
| Alpha-Jet                      | França / Alemanha      | Ataque Leve                         |                      | 6                    |                                                 |
| Mirage 2000                    | França                 | Caça multiúso                       | 5EDA                 | 9                    |                                                 |
| Dassault Rafale                | França                 | Caça multiúso                       |                      | 30                   | 6 a serem entregues                             |
| F-15E Strike Eagle             | Estados Unidos         | Caça de ataque                      | F-15QA               | 4                    | 32 sobre encomenda, com opção de +36 aeronaves. |
| Eurofighter Typhoon            | Alemanha / Reino Unido | Caça multiúso                       |                      | 1                    | 23 a serem entregues                            |
| Alerta Aéreo Antecipado        |                        |                                     |                      |                      |                                                 |
| Boeing 737 AEW&C               | Estados Unidos         | Sistema Aéreo de Alerta e Controle  |                      | 0                    | 3 sobre encomenda                               |
| Reabastecimento Aéreo          |                        |                                     |                      |                      |                                                 |
| Airbus A330 MRTT               | França                 | reabastecimento aéreo / transporte  | KC-30A               | 0                    | 2 sob encomenda                                 |
| Transporte                     |                        |                                     |                      |                      |                                                 |
| C-17 Globemaster III           | Estados Unidos         | Transporte aéreo estratégico        | C-17A                | 8                    |                                                 |
| Lockheed C-130 Hercules        | Estados Unidos         | Transporte aéreo tático             | C-130J               | 4                    |                                                 |
| Helicóptero                    |                        |                                     |                      |                      |                                                 |
| Boeing AH-64 Apache            | Estados Unidos         | Helicóptero de ataque               | AH-64E               | 24                   |                                                 |
| Westland Sea King              | Reino Unido            | Guerra antissubmarino / Utilitário  | MK.3                 | 11                   |                                                 |
| NHI NH90                       | União Europeia         | utilidade / transporte              |                      | 10                   | 16 sobre encomenda                              |
| Aérospatiale Gazelle           | França                 | Helicóptero Armado                  | 342                  | 13                   |                                                 |
| AW139                          | Itália                 | Utilitário                          |                      | 18                   |                                                 |
| Treinamento                    |                        |                                     |                      |                      |                                                 |
| BAE Systems Hawk               | Reino Unido            | Treinador                           | Hawk 167             | 2                    | 7 sobre encomenda                               |
| Aermacchi M-346                | Itália                 | Treinador Avançado                  |                      | 3                    | 3 sobre encomenda                               |
| Mirage 2000                    | França                 | Treinador Avançado                  | 5DDA                 | 3                    |                                                 |
| Pilatus PC-21                  | Suíça                  | Treinador                           |                      | 24                   |                                                 |
| Pilatus PC-24                  | Suíça                  | Treinador                           |                      | 2                    |                                                 |
| PAC Super Mushshak             | Paquistão              | Treinador Principal                 |                      | 8                    |                                                 |
| AgustaWestland AW169           | Itália                 | Treinador de Helicóptero            |                      | 4                    |                                                 |
| Veículos aéreos não tripulados |                        |                                     |                      |                      |                                                 |
| Baykar Bayraktar TB2           | Turquia                | Vigilância, Reconhecimento e Ataque |                      | 6                    |                                                 |